# Starlight (сингл Babymetal)
«Starlight» — это песня японской каваии-метал группы Babymetal. Впервые она была выпущен в виде цифрового сингла 19 октября 2018 года.

## Создание и релиз
«Starlight» впервые прозвучала 4 октября 2018 года в трейлере к первому графическому роману Babymetal "Apocrypha: Легенда о Babymetal (2018). Песня была ненадолго доступна на официальном канале группы на YouTube 18 октября 2018 года, после чего стала недоступной. Официальный выпуск состоялся на следующий день, наряду с официальным объявлением об уходе Юи Мидзуно из группы.
Su-metal заявила, что ей нравится петь высокие партии в середине трека, связанные с хореографией.
По мнению фанатов, песня является данью памяти Микио Фудзиока, бывшего концертного гитариста группы, который умер в начале того же года.

## Композиция
Грег Кеннелти из Metal Injection назвал «Starlight» «красивым дженти», Скотт Манро из Metal Hammer прокомментировал, что песня «начинается медленно, но вскоре переходит в бешеный темп, с запоминающимся припевом, громоподобными барабанами и слэбами скрипучих гитар», а Billboard назвал её «свирепой и тяжёлой мелодией, которая следует их фирменному гибриду металических риффов и заразительных вокальных атак».

## Реакция
«Starlight» дебютировал под номером 41 в Billboard Japan Hot 100 за неделю 29 октября 2018 года. На следующей неделе песня поднялась до 24 места. Благодаря тому, что песня была выпущена исключительно в цифровом формате, она заняла девятое место в чарте Oricon Digital Singles за неделю 28 октября 2018 года с количеством скачиваний за первую неделю 8 666 копий. В США «Starlight» дебютировал на семнадцатом и четвёртом местах в чартах Billboard World Hard Rock Songs и Billboard World Digital Songs, соответственно, за неделю 3 ноября 2018 года.

## Видеоклип
Видеоклип было выпущено на официальном YouTube-канале Babymetal 19 октября 2018 года. По словам Марины Педросы из Billboard, видео представляет собой «ещё один шаг в расширяющейся сюжетной линии группы о неизвестной тёмной стороне и легенде о семи металлических духах, The Chosen Seven, изображающей постапокалиптическую сцену, участники группы бегут, танцуют и кричат на пустынной горе между яркими и калейдоскопическими визуальными эффектами». Однако персонажи, показанные в видео, не являются участниками группы. Это актёры, потенциально представляющие персонажей The Chosen Seven.

## Треклист
Цифровая дистрибуция
- «Starlight» — 3:37

## Чарты
| Чарт (2018)                                | Высшая позиция |
| ------------------------------------------ | -------------- |
| Япония (Japan Billboard)                   | 24             |
| Япония (Japan Download Songs Billboard)    | 6              |
| Япония (Japan Digital Singles Oricon)      | 9              |
| США (US Hard Rock Digital Songs Billboard) | 17             |
| США (US World Digital Songs Billboard)     | 4              |

## История релизов
| Регион        | Дата            | Формат               | Лейбл                           | Прим.  |
| ------------- | --------------- | -------------------- | ------------------------------- | ------ |
| Япония        | 19 октября 2018 | Цифровая дистрибуция | Amuse, Inc. Toy's Factory       | [ 15 ] |
| Европа        | 19 октября 2018 | Цифровая дистрибуция | earMusic                        | [ 17 ] |
| Остальной мир | 19 октября 2018 | Цифровая дистрибуция | Babymetal Records Cooking Vinyl | [ 18 ] |